# 侏羅紀世界：進化
《侏羅紀世界：進化》是由英國遊戲公司Frontier Developments所開發的一款商業模擬类經營遊戲，玩家可以模擬經營2015年《侏羅紀世界》電影中的主題公園。
在遊戲中，玩家在穆爾他群島（Las Cinco Muertes）上建造了一個恐龍公園，該群島由五個島嶼組成 ，也被稱為「死亡群島」。
遊戲中有超過40種恐龍，牠們的基因可以被修改以植入新的特徵，玩家也可以升級由科學、安全和娛樂三個部門履行的合同。玩家會在各地挖掘化石，並取得的其中的DNA來複製恐龍。為了防止恐龍脫逃，玩家必須建立各種圍欄，並建造餐廳、旅館等建築增加收入；另外，還會出現各種天災。
續作《侏羅紀世界：進化2》於2021年11月9日推出。